# دينت دي كورجون
دينت دي كورجون (بالإنجليزية: Dent de Corjon)‏ هو أحد جبال سلسلة جبال الألب البرنية ويقع في كانتون فود في سويسرا. يحتل المرتبة رقم 385 في قائمة جبال سويسرا من حيث الارتفاع، إذ يبلغ ارتفاعه حوالي 1967 متر، بينما يبلغ ارتفاع نتوء الجبل 579 متر.